# کوادندام
کوادندام (به هلندی: Kwadendamme) یک منطقهٔ مسکونی در هلند است که در بورسله واقع شده‌است. کوادندام ۹۵۲ نفر جمعیت دارد.